# Pupill

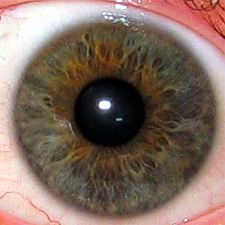
Människans öga
Pupillen är den svarta delen i centrum. De andra synliga strukturerna i bilden är regnbågshinnan som omger pupillen, den främre delen av senhinnan kallad ögonvita som övergår i den ovanliggande hornhinnan som är genomskinlig.

Pupill är ljusöppningen i ögats regnbågshinna (iris). Den äldre termen ögonsten är numera ovanlig.
Pupillen ser ut att vara svart eftersom det mesta av ljuset som träffar pupillen absorberas av vävnader inuti ögat. Hos människan och många djur (men få fiskar) kontrolleras storleken av pupillen av reflexmässiga sammandragningar och utvidgningar av regnbågshinnan för att anpassa mängden av ljus som tränger in i ögat. Detta kallas pupillär reflex. I dagsljus har människans pupill en diameter på cirka 1,5 millimeter, i svagt ljus ökas diametern till cirka 8 millimeter. Men den kan även påverkas av drogpåverkan eller av olika känslor (vid till exempel förälskelse/kärlek så kan pupillerna hållas vidgade av glädjen/endorfinerna i blodflödet).